# Heinrich Biltz

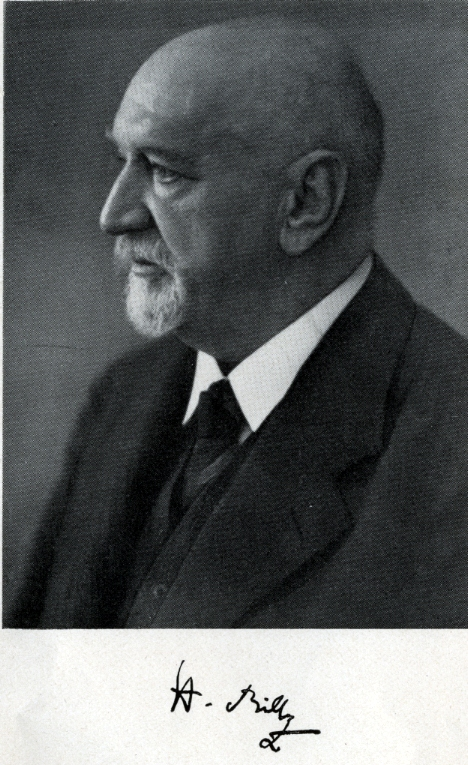
Heinrich Biltz, um 1900

Johann Heinrich Biltz (* 26. Mai 1865 in Berlin; † 29. Oktober 1943 in Breslau) war ein deutscher Chemiker und Hochschullehrer.

## Leben und Wirken
Heinrich Biltz war Sohn des Literaturwissenschaftlers und Theaterkritikers Karl Friedrich Biltz und der Auguste Schlobach (1839–1883), Tochter des Vermessungsrates Tobias Schlobach (1798–1854). 
Nach dem Abitur am Königlichen Wilhelm-Gymnasium in Berlin im Jahre 1885 studierte er Chemie zunächst an der Universität Berlin bei August Wilhelm von Hofmann und später an der Universität Göttingen bei Victor Meyer. Er wurde Mitglied der Landsmannschaft Cimbria Göttingen. Im Jahre 1889 promovierte er mit einer Fortführung der von Victor Meyer begonnenen Untersuchungen der Molmassen von Stoffen bei hohen Temperaturen (Über die Molekulargrösse des Schwefels und des Zinnchlorürs nebst einer Siedepunktbestimmung des letztern). Hier bestimmte er unter anderem die Dampfdichten von Zinnchlorür (Zinn(II)-chlorid) und Schwefel.
Ab 8. Juli 1891 wirkte er als Professor der Chemie zunächst an der Universität Greifswald und ab 1897 an der Universität Kiel. Dort leitete er bis 1911 die Abteilung Anorganik und forschte vor allem weiter auf dem Gebiet der Dampfdichtebestimmung. In Kiel gelang ihm 1908 die Synthese von Phenytoin, das 30 Jahre später als erfolgreiches Medikament zur Kontrolle von epileptischen Anfällen eingesetzt wurde. Ab Herbst 1911 lehrte er bis zu seiner Emeritierung im Jahre 1933 am neu hergerichteten Ladenburgischen Institut der Universität Breslau, wobei er sich schwerpunktmäßig den Reaktionsverläufen von Stoffen innerhalb der organischen Chemie, insbesondere den Reaktionen des Acetylens und der Autooxidation zuwandte. Weiterer Schwerpunkt seiner Forschungen wurde die Harnsäurechemie. Ihm gelang es, den gesamten oxidativen Abbau der Harnsäure mit Oxidationsmitteln aufzuklären.
Der Einsatz als Hauptmann der Reserve während des Ersten Weltkrieges zwang ihn zu einer längeren Unterbrechung. Nach dem Kriegseinsatz wuchs der Umfang seiner wissenschaftlichen Arbeiten, an denen sich zeitweise auch sein jüngerer Bruder Wilhelm Biltz, ebenfalls Chemieprofessor, und andere namhafte Professoren beteiligten.
Heinrich Biltz zu Ehren errichtete die Chemische Industrie im Jahre 1925 eine Biltz-Stiftung zur Förderung begabter Chemiestudenten.
In einem Nachruf von Walter Hückel wurden seine Verdienste gewürdigt und eine komplette Bibliografie seiner Werke angegliedert.
Biltz war verheiratet mit der Kieler Arzttochter Freya de la Motte Fouque. Die Ehe blieb kinderlos.

## Schriften (Auswahl)
- Experimentelle Einführung in die unorganische Chemie. Veit & Comp, Leipzig, später Walter de Gruyter & Co., Berlin 1898; 20. Auflage ebenda 1938, später (27. bis 29. Auflage 1941) fortgeführt von Wilhelm Klemm und Werner Fischer.
- Qualitative Analyse unorganischer Substanzen. 1900; 13. und 14. Auflage 1936. Veit & Comp, Leipzig;  15. Auflage Walter de Gruyter, Berlin 1942.
- mit Wilhelm Biltz: Übungsbeispiele aus der unorganischen Experimentalchemie. 1907; 3. und 4. Auflage 1920. Engelmann, Leipzig.